# Света Троица (Крушево)
Вижте пояснителната страница за други значения на Света Троица.
„Света Троица“ (на македонска литературна норма: Света Троица) е църква в град Крушево, част от Крушевско-Демирхисарската епархия на Македонската православна църква – Охридска архиепископия.
Църквата е построена в 1881 година в края на града, в така наречената Гюпска махала (Гюпско маало). Църквата е опожарена при потушаването на Илинденско-Преображенското въстание. Скоро след това е повторно изградена.